# St. Thomas (Dakota del Norte)
St. Thomas es una ciudad ubicada en el condado de Pembina en el estado estadounidense de Dakota del Norte. En el censo de 2010 tenía una población de 331 habitantes y una densidad poblacional de 120,68 personas por km².

## Geografía
St. Thomas se encuentra ubicada en las coordenadas 48°37′10″N 97°26′50″O / 48.61944, -97.44722. Según la Oficina del Censo de los Estados Unidos, St. Thomas tiene una superficie total de 2.74 km², de la cual 2.74 km² corresponden a tierra firme y (0%) 0 km² es agua.

## Demografía
Según el censo de 2010, había 331 personas residiendo en St. Thomas. La densidad de población era de 120,68 hab./km². De los 331 habitantes, St. Thomas estaba compuesto por el 94.56% blancos, el 0% eran afroamericanos, el 0.6% eran amerindios, el 0% eran asiáticos, el 0% eran isleños del Pacífico, el 4.53% eran de otras razas y el 0.3% pertenecían a dos o más razas. Del total de la población el 19.64% eran hispanos o latinos de cualquier raza.